# New Year's Eve (filme)
New Year's Eve (bra: Noite de Ano Novo; prt: Ano Novo, Vida Nova!) é um filme americano de 2011, distribuído pela Warner Bros. e dirigido de Garry Marshall. Tal como Valentine's Day, o filme anterior de Marshall, que retrata uma série de histórias de vários romances e possui um grande elenco.

## Sinopse
O filme se passa na véspera do ano novo, New Year's Eve vai acompanhar alguns dos personagens durante a véspera de Ano Novo. Uma comédia romântica que vai emocionar todo mundo.
Conta a história da vida de vários casais e solteiros em Nova York se entrelaçam ao longo da véspera de Ano Novo.
31 de dezembro de 2011, Nova York. Claire Morgan (Hilary Swank) é a responsável pela organização da festa de Ano Novo e enfrenta problemas quando a tradicional bola que marca a virada do ano no alto da Times Square emperra no meio do caminho. O único que pode ajudá-la é Kominsky (Hector Elizondo), um antigo funcionário demitido há pouco tempo. Paralelamente uma badalada festa de máscaras conta com a presença do cantor Jensen (Jon Bon Jovi), que aproveita a ocasião para rever Laura Carrington (Katherine Heigl), uma antiga namorada que é responsável pelo bufê do evento. Um dos anfitriões da festa é Sam (Josh Duhamel), que enfrenta problemas para chegar a Nova York após ir ao casamento de amigos fora da cidade. Há ainda Ingrid (Michelle Pfeiffer), uma mulher insegura que decide mudar de vida bem na virada de ano novo. Detentora de quatro convites para a festa de máscaras, ela os oferece ao jovem Paul (Zac Efron) caso consiga fazer com que ela realize uma lista de desejos nas poucas horas que resta até a meia noite. Paul aceita a oferta, disposto a levar consigo Randy (Ashton Kutcher), seu colega de quarto que detesta a festa de Ano Novo devido a traumas do passado. Ao jogar fora os enfeites colocados no corredor de seu prédio Randy conhece Elise (Lea Michele), a nova moradora que está atrasada para uma apresentação na festa da virada. Os dois ficam presos no elevador, onde acabam se conhecendo melhor. Em meio aos festejos há ainda Hailey (Abigail Breslin), uma jovem de 15 anos ansiosa por seu primeiro beijo que deseja passar a virada ao lado de um namorado em potencial, apesar da negativa de sua mãe, Kate (Sarah Jessica Parker). No hospital os casais Tess (Jessica Biel) e Griffin (Seth Meyers) e James (Til Schweiger) e Grace (Sarah Paulson) duelam pelo prêmio de US$ 25 mil, que será dado ao primeiro bebê que nascer em 2012, enquanto que Stan Harris (Robert De Niro) deseja assistir da cobertura do prédio o último ano novo de sua vida.

## Elenco
- Jake T. Austin como Seth Anderson[7]
- James Belushi como Superintendente do Edifício[7]
- Halle Berry como Enfermeira Aimee[8][9]
- Jessica Biel como Tess Byrne[10][11]
- Sarah Paulson como Grace Schwab[12]
- Jon Bon Jovi como Daniel Jensen[11]
- Abigail Breslin como Hailey Doyle[13][14]
- Robert De Niro como Stan Harris[6][15]
- Josh Duhamel como Sam Ahern Jr[14]
- Zac Efron como Paul[16]
- Héctor Elizondo como Kominsky[17]
- Cary Elwes como Médico de Stan[18]
- Carla Gugino como Dr. Morriset[8]
- Katherine Heigl como Laura[19]
- Ashton Kutcher como Randy[6][15]
- Ludacris como Brendan[14][20]
- Joey McIntyre como Groom Rory[14]
- Seth Meyers como Griffin Byrne[11]
- Lea Michele como Elise Amstrong[6]
- Alyssa Milano como Enfermeira Mindy[21]
- Sarah Jessica Parker como Kim Doyle[22]
- Michelle Pfeiffer como Ingrid Withers[6][15]
- Til Schweiger como James Schwab[23]
- Yeardley Smith como Maude[24]
- Hilary Swank como Claire Morgan[6][15][14]
- Sofía Vergara como Ava[11]
- John Lithgow como Jonathan Cox[25]
- Matthew Broderick como Sr. Buellerton[26]
- Russell Peters como Chef Sunil
- Michael Bloomberg como ele mesmo
- Ryan Seacrest como ele mesmo
- Cherry Jones como Sra. Ahern[27]

## Recepção
O filme tem uma pontuação de 22 no Metacritic, uma pontuação "geralmente desfavorável", baseado em 30 opiniões. O filme tem uma classificação de 7% no Rotten Tomatoes baseado em 131 opiniões, e ficou em 10º no ranking dos filmes mais pesquisados no Google nos Estados Unidos.
O filme recebeu cinco indicações ao Framboesa de Ouro: Pior Filme, Pior Diretor (Gary Marshall), Pior Atriz (Sarah Jessica Parker), Pior Roteiro e Pior Elenco, a perder tudo para Jack and Jill de Adam Sandler.

### Bilheteria
O filme estreou no 1º lugar nas bilheterias, com US$ 13 milhões. Ele fez US$ 54 544 638 nos Estados Unidos e no Canadá, bem como US$ 87,5 milhões em outros países, para um total mundial de US$ 142 044 638.